# Кері (Північна Кароліна)
Кері (англ. Cary) — місто (англ. town) в США, в округах Четем і Вейк штату Північна Кароліна. Населення — 174 721 особа (2020). Друге за величиною місто (після Ралі) в окрузі Вейк і сьоме за величиною місто в штаті Північна Кароліна. Місто було засноване 1750 року.

## Географія
Кері розташоване за координатами 35°46′56″ пн. ш. 78°48′51″ зх. д. / 35.78222° пн. ш. 78.81417° зх. д. (35.782122, -78.814079).  За даними Бюро перепису населення США в 2010 році місто мало площу 143,58 км², з яких 140,75 км² — суходіл та 2,83 км² — водойми.

### Клімат
| Клімат : Кері                                                                               | Клімат : Кері | Клімат : Кері | Клімат : Кері | Клімат : Кері | Клімат : Кері | Клімат : Кері | Клімат : Кері | Клімат : Кері | Клімат : Кері | Клімат : Кері | Клімат : Кері | Клімат : Кері | Клімат : Кері |
| Показник                                                                                    | Січ.          | Лют.          | Бер.          | Квіт.         | Трав.         | Черв.         | Лип.          | Серп.         | Вер.          | Жовт.         | Лист.         | Груд.         | Рік           |
| Абсолютний максимум, °C                                                                     | 26,7          | 28,9          | 34,4          | 35,0          | 37,2          | 40,0          | 40,6          | 40,6          | 40,0          | 36,7          | 31,1          | 27,2          | 40,6          |
| Середній максимум, °C                                                                       | 10,0          | 12,2          | 16,7          | 22,2          | 26,1          | 30,0          | 31,7          | 30,6          | 27,2          | 22,2          | 16,7          | 11,7          | 21,5          |
| Середній мінімум, °C                                                                        | −1,1          | 0,0           | 3,9           | 7,8           | 12,8          | 17,8          | 20,6          | 19,4          | 16,1          | 8,9           | 4,4           | 0,6           | 9,3           |
| Абсолютний мінімум, °C                                                                      | −22,8         | −18,9         | −11,7         | −5            | −1,7          | 3,3           | 8,9           | 7,8           | 2,8           | −7,2          | −11,7         | −17,8         | −22,8         |
| Норма опадів, мм                                                                            | 102           | 88            | 102           | 71            | 96            | 87            | 109           | 96            | 108           | 81            | 75            | 77            | 1093          |
| ------------------------------------------------------------------------------------------- | ------------- | ------------- | ------------- | ------------- | ------------- | ------------- | ------------- | ------------- | ------------- | ------------- | ------------- | ------------- | ------------- |
| Джерело: http://www.weather.com/outlook/health/fitness/wxclimatology/monthly/graph/USNC0107 |               |               |               |               |               |               |               |               |               |               |               |               |               |

## Демографія
Згідно з переписом 2010 року, у місті мешкали 135 234 особи в 51 791 домогосподарстві у складі 36 344 родин. Густота населення становила 942 особи/км².  Було 55303 помешкання (385/км²).
Расовий склад населення:
| - 73,1 % — білих - 13,1 % — азіатів - 8,0 % — чорних або афроамериканців - 0,4 % — корінних американців - 2,8 % — осіб інших рас |

До двох чи більше рас належало 2,6 %. Частка іспаномовних становила 7,7 % від усіх жителів.
За віковим діапазоном населення розподілялося таким чином: 27,7 % — особи молодші 18 років, 63,7 % — особи у віці 18—64 років, 8,6 % — особи у віці 65 років та старші. Медіана віку мешканця становила 36,6 року. На 100 осіб жіночої статі у місті припадало 94,8 чоловіків;  на 100 жінок у віці від 18 років та старших — 91,8 чоловіків також старших 18 років.
Середній дохід на одне домашнє господарство  становив 111 885 доларів США (медіана — 91 579), а середній дохід на одну сім'ю — 128 839 доларів (медіана — 112 844). Медіана доходів становила 80 684 долари для чоловіків та 52 920 доларів для жінок. За межею бідності перебувало 6,3 % осіб, у тому числі 7,8 % дітей у віці до 18 років та 3,2 % осіб у віці 65 років та старших.
Цивільне працевлаштоване населення становило 79 358 осіб. Основні галузі зайнятості: науковці, спеціалісти, менеджери — 22,5 %, освіта, охорона здоров'я та соціальна допомога — 21,1 %, виробництво — 11,6 %, роздрібна торгівля — 9,6 %.